# Batalla de Calaure
La batalla de Calaure (en griego: Καλάβρυτα), también llamada Calavrias (en griego antiguo: Καλαβρυαί, romanizado: Kalavryaí) o Calavria (en griego antiguo: Καλαβρύη, romanizado: Kalavrýy) se libró en 1078 entre las tropas imperiales bizantinas del general (y futuro emperador) Alejo Comneno y el gobernador rebelde de Dirraquio, Nicéforo Brienio el Viejo. Brienio se había rebelado contra Miguel VII Ducas (1071-1078) y se había granjeado la lealtad de los regimientos del ejército bizantino en los Balcanes. Incluso después de la derrota de Ducas por Nicéforo III Botaniates (1078-1081), Brienio continuó la revuelta y amenazó Constantinopla. Después de negociaciones infructuosas, Botaniates envió al joven general Alejo Comneno con un contingente improvisado para enfrentarse a él.
Los dos ejércitos se batieron en Calaure, junto al río Halmiro (Kalivri Dere). Alejo Comneno, cuyo ejército era considerablemente menor y mucho menos curtido, intentó emboscar al de Brienio. La celada falló y los rebeldes repelieron los flancos de su ejército. El propio Alejo a duras penas consiguió zafarse del combate con su séquito personal, pero luego logró reagrupar a sus hombres dispersos. A la vez, el ejército de Brienio perdió el orden después de haber vencido aparentemente en la batalla, debido en parte a que sus propios aliados pechenegos asaltaron su campamento. Reforzado por mercenarios turcos, Comneno atrajo a las tropas de Brienio a otra emboscada mediante una falsa retirada. El ejército rebelde quedó desbaratado y su caudillo fue capturado.
La batalla se conoce gracias a dos registros detallados, La Alexiada de Ana Comnena y el Material para la Historia de su marido Nicéforo Brienio el Joven, del cual el propio registro de Ana depende en gran medida. Es una de las pocas batallas bizantinas descritas en detalle en las crónicas, por lo que se trata de una valiosa fuente para estudiar las tácticas del ejército bizantino de finales del siglo XI.

## Antecedentes

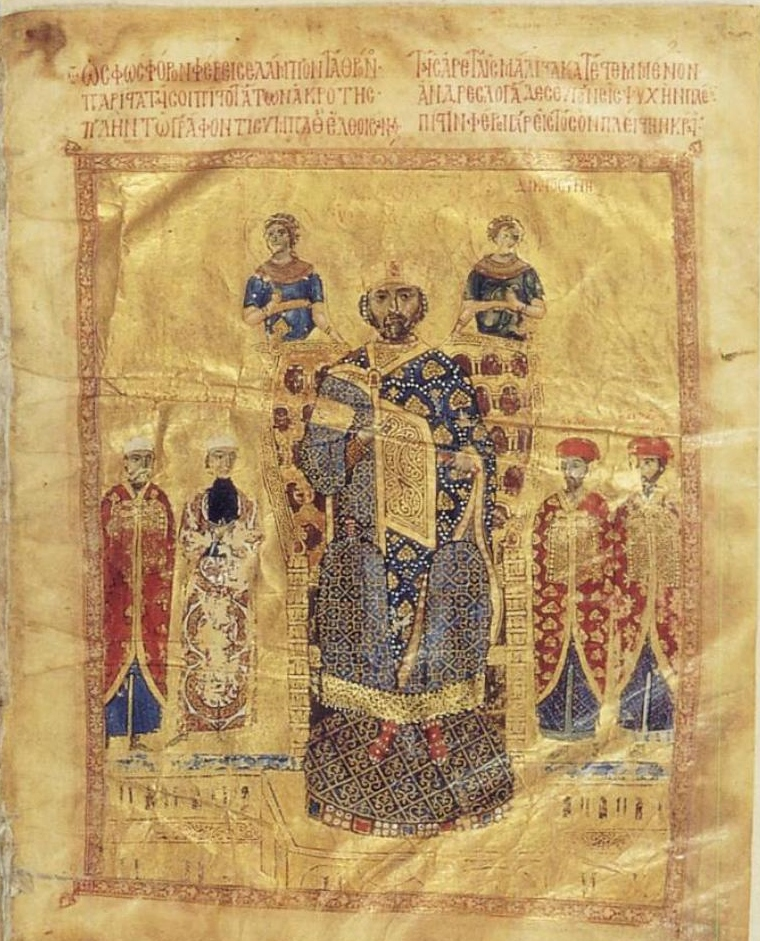
Miniatura de Nicéforo III Botaniates (1078-1081) rodeado por los principales funcionarios de la corte.

Después de la derrota infligida por los turcos selyúcidas en la batalla de Manzikert en 1071 y el derrocamiento de Romano IV Diógenes (1068-1071), el Imperio bizantino sufrió una década de rebeliones y tumultos internos casi continuos. La guerra constante agotó a los ejércitos imperiales, arrasó Asia Menor y la dejó indefensa ante la invasión progresiva de los turcos. En los Balcanes, invasiones de pechenegos y cumanos devastaron Bulgaria, y los príncipes serbios abandonaron la lealtad al imperio.
El gobierno de Miguel VII Ducas (1071-1078) no logró resolver la situación y este perdió apoyo rápidamente entre la aristocracia militar. A finales de 1077, dos grandes generales imperiales, Nicéforo Brienio el Viejo, duque de  Dirraquio, en los Balcanes occidentales, y Nicéforo Botaniates, el estratego del Thema Anatólico, en el centro de Asia Menor, fueron proclamados emperadores por sus tropas. Brienio partió de Dirraquio en dirección a la capital imperial de Constantinopla, obteniendo amplio apoyo durante su avance hacia la urbe y la lealtad de gran parte del ejército acuartelado en los Balcanes. Sin embargo, prefirió negociar primero en vez de asaltar directamente la capital; Miguel VII rechazó sus ofertas, lo que suscitó que enviase a su hermano Juan a sitiar la ciudad. Las fuerzas rebeldes se retiraron poco después, incapaces de superar las defensas de la urbe. Este fracaso llevó a la nobleza capitalina a optar por Botaniates: en marzo de 1078, se forzó a Miguel VII a abdicar, este se hizo monje y Nicéforo Botaniates entró en la ciudad como emperador.
Al principio, Botaniates carecía de suficientes tropas para enfrentarse a Brienio, que entre tanto había consolidado su dominio sobre Tracia —de la que provenía—, aislando así la capital de los demás territorios balcánicos imperiales. Botaniates envió una embajada encabezada por el proedros Constantino Querosfactes, diplomático veterano, para entablar negociaciones con Brienio. A la vez, nombró al joven Alejo Comneno doméstico de las escolas (comandante en jefe), y solicitó la ayuda del sultán selyúcida Solimán (1077-1086), que envió dos mil guerreros y le prometió aún más. En su mensaje a Brienio, el anciano Botaniates (tenía por entonces setenta y seis años) le ofreció el título de césar y su nombramiento como heredero del trono. Brienio aceptó en principio, pero añadió algunas condiciones a la propuesta; envió entonces a los embajadores de vuelta a Constantinopla para confirmar el concierto. Botaniates, que probablemente había negociado solamente para ganar tiempo, rechazó los términos de Brienio y ordenó a Alejo Comneno que emprendiese una campaña contra el rebelde.

### Preludio

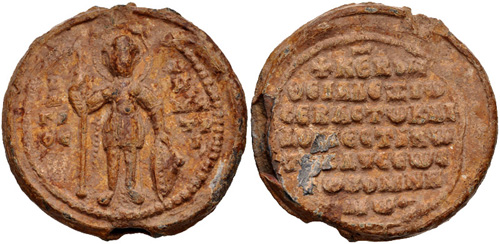
Sello de cobre de Alejo en el que aparece como doméstico de las escolas del Occidente.

Brienio acampó en la llanura de Cedocto (Kedóktos, nombre que deriva del latín «acueducto» (aqueductus)), en la carretera de Constantinopla. Su ejército lo componían doce mil soldados, principalmente veteranos de los regimientos (tagmas) de Tesalia, Macedonia y Tracia, así como mercenarios francos y el tagma selecto de los Heteria. Las fuerzas de Alejo contaban con dos mil arqueros a caballo turcos, otros tantos comatenos de Asia Menor, algunos centenares de jinetes francos de Italia y el recién creado regimiento de los atanatos («inmortales»), formado por el ministro principal de Miguel VII, Niceforitzes, y que debía servir como núcleo de un ejército nuevo. El tamaño del ejército de Alejo se calcula entre los cinco mil quinientos y los seis mil quinientos soldados (según Haldon) o los ocho mil y diez mil (según Birkenmeier); en cualquier caso, el comandante imperial se encontraba en considerable desventaja frente a Brienio; sus fuerzas no solo eran notablemente menores en número, sino que también eran menos experimentadas que las del gobernador rebelde, compuestas por veteranos.
Las huestes de Comneno partieron de Constantinopla y acamparon en la orilla del río Halmiro (un arroyo al oeste de Heraclea Perinto, la actual Marmara Ereğlisi), cerca del fuerte de Calaure o Calavria (en griego antiguo: Καλάβρυτα). Curiosamente, y en contra de la práctica habitual, Comneno no fortificó el campamento, tal vez para no fatigar o desmotivar a sus hombres mediante una acción que hubiese supuesto una admisión implícita de flaqueza. Envió entonces a sus aliados turcos para averiguar la disposición, fuerza e intenciones de Brienio. Los espías de Comneno lograron sus objetivos con facilidad, pero en la víspera de la batalla algunos fueron capturados y de esta forma también Brienio obtuvo información sobre la fuerza enemiga.

## Batalla

### Disposición inicial y planes

La disposición inicial de las fuerzas enfrentadas y la fase de apertura de la batalla, con la emboscada fallida de Comneno.

Brienio dispuso su ejército en la típica formación de tres divisiones, cada una con dos líneas, como prescribían los manuales militares bizantinos. El ala derecha, mandada por su hermano Juan, contaba con cinco mil soldados y comprendía mercenarios francos, la caballería tesalia, los hetairea, y los regimientos maniacatas (descendientes de los veteranos de la campaña de Jorge Maniaces en Sicilia e Italia). El ala izquierda, con tres mil hombres de Tracia y Macedonia, quedó a cargo de Catacalo Tarcaniota; el centro, dirigido por el propio Brienio, agrupaba entre tres y cuatro mil soldados de Tesalia, Tracia y Macedonia. Nuevamente en consonancia con la doctrina militar, en su extremo izquierdo, a cerca de medio kilómetro (dos estadios) de la fuerza principal, apostó un destacamento de pechenegos para realizar un movimiento de flanqueo del enemigo.
Alejo dispuso su ejército, más pequeño, a la defensiva, próximo al campamento de Brienio, y lo dividió en dos grupos. El de la izquierda, que enfrentaba la división más fuerte del enemigo, la mandaba él mismo e incluía a los jinetes francos a la derecha y a los «inmortales» a la izquierda. El grupo de la derecha quedó al mando de Constantino Catacalo y comprendía los contingentes comatenos y turcos. A estos últimos, según La Alexiada, se les asignó el papel de «unidad de flanco» (plagiofílaces) y el objetivo de observar y contener a los pechenegos. En el extremo izquierdo, Comneno formó su propio destacamento de flanqueo (probablemente formado por «inmortales»), que quedó oculto al enemigo gracias a que se escondió en una vaguada. Dada su inferioridad, Comneno tuvo que mantenerse a la defensiva. Su única oportunidad de éxito residía en que sus flanqueadores, disimulados por el terreno accidentado, sorprendieran al enemigo y crearan confusión suficiente para que él y su fuerte ala izquierda pudieran quebrar las filas de Brienio.

### Desbaratamiento del ejército de Comneno

La segunda fase de la batalla: el flanco derecho de Comneno se dispersó y este apenas consiguió escapar del cerco enemigo. Los pechenegos, empero, cejaron en su persecución y atacaron su propio campamento, sembrando la confusión en la retaguardia de Brienio.

Cuando las fuerzas rebeldes avanzaron en dirección a las filas enemigas, los flanqueadores de Comneno se lanzaron contra ellas. El embate causó cierta confusión al principio, pero Brienio (o, según La Alexiada, su hermano Juan, que mandaba el ala derecha) mantuvo el orden entre sus hombres e hizo avanzar a la segunda línea. Este contraataque desbarató a los flanqueadores imperiales. Al retirarse en desorden, estos cayeron sobre los «inmortales», entre los que también cundió el pánico y que huyeron, abandonando sus puestos. Aunque sufrieron algunas bajas durante la persecución de las unidades de Brienio, muchos consiguieron sin embargo escapar ilesos y alcanzaron la retaguardia del ejército de Comneno.
Este, que estaba luchando con su séquito al lado de los francos, no percibió inmediatamente que su ala izquierda se había deshecho. Mientras, en el ala derecha, los comatenos, que combatían a los hombres de Tarcaniota, fueron flanqueados y atacados por la retaguardia por los pechenegos, que de algún modo habían evitado a los turcos del ejército imperial. Los comatenos también abandonaron sus posiciones y huyeron, y el destino de Comneno pareció sellado. En ese momento, sin embargo, los pechenegos no aprovecharon su ventaja, sino que se retiraron para saquear el campamento de Brienio. Después de conseguir cuanto botín pudieron cargar, abandonaron el campo de batalla y regresaron a sus tierras.
A pesar de este contratiempo, la victoria de Brienio parecía segura, y sus alas comenzaron a envolver a los francos del centro de la línea imperial. Fue entonces cuando Comneno percibió su apurada posición. Desesperando en la inminente derrota (en parte, como registra Nicéforo Brienio el Joven, porque había desobedecido las órdenes imperiales de esperar más refuerzos turcos y temía el castigo de Botaniates), al principio resolvió intentar un ataque decisivo contra Brienio para privar a las fuerzas enemigas de su jefe, pero uno de sus criados lo disuadió de emprender semejante plan. Con únicamente seis hombres, consiguió atravesar el cerco enemigo y alcanzar la retaguardia enemiga. La confusión reinaba en ella como resultado del ataque pechenego al campamento rebelde, y en el tumulto Comneno observó que trataban de poner a salvo el caballo de desfiles de Brienio con sus dos espadas de Estado. Entonces él y sus hombres acometieron a la escolta del corcel, se apoderaron de él y se alejaron del campo de batalla.
Habiendo alcanzado una colina situada tras la posición original de su ejército, Comneno comenzó a reagrupar a las unidades que se habían dispersado. Envió mensajeros con noticias de que Brienio había muerto para concentrar de nuevo a los soldados desperdigados, y mostraba el caballo de desfile capturado como prueba de ello. A la vez, comenzaron a llegar al lugar los prometidos refuerzos turcos, lo que elevó la moral de las tropas imperiales. Mientras esto sucedía en la retaguardia, en el campo de batalla el ejército de Brienio se cernía sobre los francos de Comneno, que desmontaron y ofrecieron rendirse. No obstante, durante la maniobra de cerco, el ejército rebelde se desorganizó totalmente; las unidades se mezclaron y sus formaciones se desordenaron. Así, mientras que las reservas de Brienio se hallaban en plena confusión por el inesperado ataque pechenego, la vanguardia se relajó, pensando que la batalla había acabado.

### Contraataque de Alejo

Fase final: Alejo reagrupa su ejército, ataca a las fuerzas rebeldes y las atrae a una nueva emboscada. El ejército enemigo se desbarata y Brienio es capturado.

Habiendo restaurado el orden entre las fuerzas supervivientes de los primeros choques y consciente de la confusión reinante en las unidades de Brienio, Comneno decidió contratacar. El plan que dispuso hacía mayor uso de las habilidades peculiares de sus arqueros turcos de a caballo. Dividió su fuerza en tres grupos, de los cuales dos quedaron en retaguardia, emboscados. El otro, formado por los inmortales y los comatenos y mandado por el propio Comneno, no fue dispuesto en una línea continua, sino que se dispersó en pequeños grupos, entremezclados con otros contingentes de jinetes arqueros. Este grupo avanzó contra los rebeldes, los atacó y luego fingió retirarse para atraerlos a la zalagarda.
La acometida de la división de Alejo cogió por sorpresa a los hombres de Brienio, pero, al tratarse de tropas veteranas, pronto se recuperaron del sobresalto y la rechazaron. Retrocediendo, las tropas de Comneno, y especialmente los turcos, emplearon tácticas de escaramuza, hostigando la línea enemiga y retirándose rápidamente, manteniendo al adversario a cierta distancia y desbaratando a un tiempo la coherencia de sus filas. Por otra parte, algunos de los hombres de Alejo decidieron atacar directamente a Brienio, y este tuvo que repeler varios ataques.
Cuando las huestes enfrentadas alcanzaron el lugar de la emboscada, las alas de Comneno, comparadas en la La Alexiada con un «enjambre de avispas», embistieron al ejército rebelde en los flancos lanzando flechas con gran algazara, lo que suscitó pánico y confusión entre los soldados de Brienio. A pesar de la tentativa de este y de su hermano Juan para reagruparlo, su ejército se desbarató y huyó; otras unidades, que seguían a las primeras, hicieron lo propio. Los dos hermanos intentaron sostener la retaguardia de la hueste en desbandada, pero resultaron vencidos y capturados.

## Consecuencias

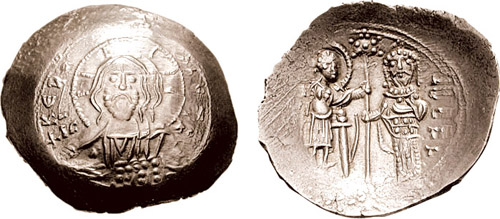
Histamenon de Alejo I Comneno.

La batalla marcó el fin de la revuelta de Brienio, aunque Nicéforo Basilacio se hizo con el mando de gran parte de su derrotado ejército e intentó apoderarse del trono. También él fue derrotado por Alejo Comneno, que, a continuación, expulsó a los pechenegos de Tracia. Brienio fue cegado por orden de Botaniates, pero el emperador más tarde se apiadó de él y le restituyó sus títulos y su fortuna. Después de que Alejo Comneno se adueñase del trono en 1081, honró a Brienio con altas distinciones. Este participó incluso en las campañas de Comneno contra los pechenegos al mando de algunas tropas y defendió Adrianópolis de un ataque rebelde en 1095. Su hijo o nieto, Nicéforo Brienio el Joven, se casó con Ana Comnena, la hija de Alejo. Nicéforo el Joven fue un destacado historiador y general del reinado de este que acabó obteniendo el título de césar.